# Adam von Lüttichau
Adam Mogens Holger von Lüttichau (født 31. december 1742 på Tjele, død 17. februar 1807) var en dansk godsejer, bror til Hans Helmuth og Christian Tønne Frederik von Lüttichau
Han var søn af Christian Ditlev von Lüttichau (1695-1767) og Helle Trolle Urne (1709-1764), var kæmner ved Øresunds Toldkammer og kammerherre. 5. maj 1777 blev han Hvid Ridder.
1767 købte han Nivå Havnegård af Kronen og etablerede et gods her. Samme år ægtede han den 25. august på Nordskov Ane Cathrine Wolfrath (17. februar 1740 i Slagelse - 21. juni 1774 på Nivågård), hvis slægt ejede Nordskov. Gården kom 1789 i Lüttichaus eje, og han havde den til 1802. 11. juni 1799 erhvervede han desuden Rungstedgård for 23.000 rigsdaler dansk kurant. Ved skøde af 11. juni 1806 solgte Lüttichau ejendommen til Martinus von Braëm for 28.000 rigsdaler.